# 아울루스 플라토리우스 네포스
아울루스 플라토리우스 네포스(Aulus Platorius Nepos)는 로마의 원로원 의원으로, 브리타니아 총독을 포함하여 다양한 직위에서 활동했었다. 그는 '콘술 포스테리오르'였던 푸블리우스 다수미우스 루스티쿠스의 뒤를 이어 119년 3월부터 4월까지 하드리아누스의 동료 집정관이기도 하던 보좌 집정관 자리를 지냈다.
앤서니 벌리는 "네포스의 경력 중 중요한 두 가지 측면에 있어 흔치 않은 브리타니아 총독으로서는 이례적이며 우선, 세베루스 알렉산데르 시대 이전에 비긴티비라테에서 가장 선호도가 떨어진 부서인 '트레스비리 카피탈레스'에서 경력을 시작한 자가 후대에 고위직 후보로 나서는 데 황제의 지원을 받은 유일하게 기록으로 남은 사례였다.... 두 번째로, 단 한번의 고위 정무관에 임명되어 보직한 뒤에 집정관직을 지낸 것으로 알려진 세 사례 중 하나[나머지 두 개는 L. 플라비우스 실바 (ord. 81), C. 브루티우스 프라이센스 (II ord. 139)였다."는 점을 주목하였다

## 생애
아울루스 플라토리우스 네포스가 어디서 태어나고 자랐는지는 불분명하나, 하드리아누스가 황제로 즉위하기 이전부터 그와 친우이자, 두 명 모두 같은 부족 (세르기우스 부족)이었다는 점이 분명하게 묘사되기에, 벌리는 네포스가 스페인 남부 출신이라는 주장이 부적절한 것은 아니라고 밝힌 바 있다. 그는 '플라토리우스'라는 노멘이 바이티카에서 확인되었다는 점을 주목하였다. 1세기 말년에 네포스는 게르마니아 수페리오르 총독 지휘 하에 마인츠에 주둔하던 프리미게니아 제22군단의 트리부누스 밀리툼으로 복무했었는데, 게르마니아 수페리오르 총독은 그가 트라야누스의 관심을 끌게 하였고, 트라야누스는 고위 직위 후보자로 그를 전적으로 지지해주었다. 네포스는 111년에 프라이토르가 된 것으로 보이며, 그 뒤에 112년에 에트루리아 지역의 세 개 도로 담당자가 되었고, 113년 이전에는 트라야누스의 파르티아 원정 기간 아디우트릭스 제1군단의 군단장이 되었다. 하드리아누스가 황제에 오른 뒤로, 네포스는 트라키아 총독이 되었고, 그 다음에는 119년 봄에 보좌 집정관을 지냈다. 얼마 안 되어 그는 게르마니아 수페리오르 총독이 되었으며, 121년 하드리아누스의 로마 국토 순례 기간 그를 맞이하였다. 그는 122년에 브리타니아로 향하는 하드리아누스와 동행하였는데, 이때 그는 브리타니아의 총독이 되었고, 하드리아누스 장벽의 건설을  감독했다. 그는 장벽 건설 작업 및 108년부터 주둔해 있던 히스파나 제9군단을 대체하기 위해 아마 유럽 대륙에서 빅트릭스 제6군단을 데려왔을 것이다. 브리타니아 총독으로 있던 기간은 로마 군역 증명서 두 개를 통해 분명하게 추정되는데, 122년 7월 14일일부터 124년 9월 15일까지였다.
네포스는 브리타니아의 업무가 끝난 뒤에 추가적인 직위를 가지려 하지 않았다. 134년경의 것으로 추정되는, 그의 이름이 새겨진 벽돌들은 그가 로마 인근의 벽돌 공장들을 갖고 있었음을 나타낸다. 어느 시점에 네포스는 아우구르 지위를 갖고 있었다. '히스토리아 아우구스타'는 어떻게 하드리아누스가 오랜 친구를 싫어하게 되었는가에 대해 두 차례 기재하였는데, 이에 대해 벌리는 히스토리아 아우구스타는 믿을 수 없는 사료라고 해명했다. 벌리는 161년에 테베레강의 감독관이었던 A. 플라토리우스 네포스 칼푸르니아누스가 그의 아들이라 주장했다.